# NGC 7055
NGC 7055 este o galaxie situată în constelația Cefeu. A fost descoperită în 25 septembrie 1829 de către John Herschel.